# ROBICO
| Robico    | 로비코(ろびこ)      |
| --------- | ------------------- |
| 출생      | 10월8일 가고시마현  |
| 국적      | 일본                |
| 직업      | 만화가              |
| 활동      | 2005년-             |
| 활동 분야 | 소녀만화 러브코미디 |
| 대표작    | 옆자리 괴물군       |
| 사이트    | robiconet.com       |

Robico는 일본의 만화가로서 2005년부터 코단샤의 디저트에서 만화[デメキンイック]로 데뷔 2014년 현재 디저트에서 옆자리 괴물군을 완결했다.

## 작품목록
만화
- 데메킨잇쿠(デメキンイック)
- 그녀가 사라졌다(彼女がいなくなった)
- 보이X미츠X걸(ボーイ×ミーツ×ガール)
- 비밀사랑(전 2권)
- 옆자리 괴물군(전 13권)
- 옆자리 괴물군팬북
- 나와 너의 소중한 이야기

애니메이션
- 옆자리 괴물군(전 12화)
- 옆자리 괴물군OAD